# Universidade Santa Cecília
A Universidade Santa Cecília (UNISANTA) é uma instituição brasileira de ensino superior, localizada na cidade de Santos. 
Também integra o Complexo Educacional Santa Cecília, o Colégio Santa Cecília, a Santa Cecília TV e a Santa Cecília FM. 

## História
Em 15 de outubro de 1969, foi fundado o ISESC (Instituto Superior de Educação Santa Cecília), iniciando suas operações com o curso de Engenharia.
Em 11 de junho de 1996, a instituição foi oficializada como Universidade Santa Cecília, através da portaria nº 420.
Nos anos 2000, a universidade foi ampliando suas instalações e iniciando novos cursos.
Atualmente, a universidade oferece 37 cursos de nível superior, entre graduação, pós-graduação, graduação a distância, extensão e mestrados.  